# نشيد سليمان (رواية)
نشيد سليمان، هي رواية للكاتبة الأمريكية توني موريسون  نُشرت في العام 1977، وهي ثالث أعمالها المنشورة. تتبع الرواية سَير حياة ميكون «ميلكمان» ديد الثالث، منذ ولادته وصولًا إلى سنوات بلوغه، وميكون هو رجل أمريكي أسود يعيش في ميشيغان. فازت هذه الرواية بجائزة دائرة النقاد للكتاب الوطني، واختارتها أوبرا وينفري في فقرة نادي الكتاب الخاص بها، وقُرِأت أجزاء منها في الأكاديمية السويدية خلال منح موريسون جائزة نوبل للآداب في العام 1993. في العام 1998، صنّف كورس النشر في كلية رادكليف الرواية في المرتبة 25 لأفضل الروايات المكتوبة باللغة الإنجليزية في القرن العشرين.

## الحبكة
تفتتح الرواية بحادثة موت روبرت سميث، الموظف في شركة تأمينات، والعضو في منظمة الأيام السبعة المتخصصة في قتل الأمريكان البيض انتقامًا لجرائم القتل العنصرية بحق الأمريكيين السود. تؤدي محاولة سميث الطيران وواقعة موته اللاحقة وظيفةً مجازية للتبشير بميلاد ميكون «ميلكمان» ديد الثالث. يتجمع حشدٌ من الناس لمشاهدة محاولة سميث الطيران، وتكون بينهم أمّ ميلكمان، روث، وأختاه كورنيثيانز الأولى وماجدلين (التي تُسمّى لينا)، وعمّته بيلاتي، ومَن سيصبح صديقه لاحقًا، المدعو جيتار. بسبب منظر سميث على سطح البناء، تدخل روث في حالة المخاض. نظرًا للفوضى المستتبعة والحاجة الملحّة لإدخال الأمّ الحامل إلى المشفى، يوافق المشفى على استقبالها، وتضع ابنها الذي يُدعى ميكون ديد الثالث –أول طفل أمريكي أسود يُولد في ذلك المشفى.
تعود الرواية إلى شخصية ميكون ديد الثالث عندما يكون في سنّ الرابعة، بعد أن يكون قد تمكّنت منه مشاعر الاختناق، والاغتراب، واللامبالاة في حياته البيتيّة والحياة في الجزء الجنوبي. إضافةً إلى كل ذلك، وفي سنّ الرابعة، يُعطى ميكون لقبه «ميلكمان». رغم كونه في هذه السنّ، تلجأ الأم، روث، إلى إرضاع ميكون هربًا من روتين الحياة وزواجها الخالي مِن الحبّ وسعيًا مِنها إلى تكوين رابطة أمومة أعمق مع ابنها. ذات يوم خلال إرضاع روث لميكون، يشاهدها أحد موظفي ميكون ديد جونيور (الأب)، المدعو فريدي، فيصيح قائلًا إن ميكون ديد الثالث هو «حلّاب.. فاحذرن أيتها النساء.. ها هو قادم».
مع تقدّم ميلكمان في السن بدءًا بسنوات المراهقة وحتى سنّ الثلاثين، تصبح بيلاتي، وهي مروّجة كحول وأشبه ما تكون بالمشعوذة، شخصية رئيسية في الرواية. كان لبيلاتي دورٌ كبيرٌ في إنجاب ميلكمان وحتى في الحمْل به. نظرًا لكون زوجة أخيها، روث فوستر ديد، سجينةً في زواج مؤذٍ وبلا حبّ لميكون ديد جونيور، تساعد بيلاتي في تحضير شيء كـ «خلطة حب» لضمان حبَل روث من ميكون ديد جونيور.
يسافر ميكون ديد الأول من ولاية بنسيلفانيا لبناء حياة لنفسه، ويحقق نجاحًا في إدارة العقارات وفي الزواج بروث، ابنة الطبيب الأسود الوحيد في البلدة. بعقلية الفلاح الأمّي، يتعرض ميكون ديد الأول لعملية نصب يترتب عليه بمقتضاها تخلّيه عن أرضه، وعندما يرفض إخلاء الأرض، يُقتل. وهكذا يضطر الطفلان ميكون جونيور وأخته بيلاتي إلى الهرب، ويلجأان إلى كهف، فيعثران فيه على أكداس من الذهب. لا تسمح بيلاتي لأخيها بأخذ الذهب، بدعوى أن أخذه يعني سرقته، وهو ما سيضعهما في وضعٍ مكافئ لقتلهما رجلًا أبيض. يحقد ميكون جونيور على بيلاتي لحرمانه من فرصة الإثراء. يفترق الأخوان عن بعضهما بُعيد حادثة الكهف بقليل.
ترتحل بيلاتي لبعض الوقت، وتعمل في ولاية نيويورك كعاملة مهاجرة، ومرة في ولاية فيرجينيا، ولكن تُطرد باستمرار بسبب غياب السرّة في بطنها. وينتهي بها المطاف لتستقرّ في مجتمع على جزيرة قبالة ساحل فيرجينيا، حيث تحبل بابنتها ريبا. تقوم بالتجوال لمدة تبلغ عشرين عامًا، جامعةً الحصى من كلّ الأمكنة التي عاشت فيها، حتى تحبل ابنتها ريبا بطفلتها هاجر. تقدّر بيلاتي أن حفيدتها الآن بحاجة إلى عائلتها الكبرى، فتنتقل بابنتها وحفيدتها إلى ميتشيجان ليكونوا قريبين من أخيها ميكون. بالنسبة لميلكمان، في سنوات مراهقته تمثّل له بيلاتي أول نافذة يطلّ بها على ماضي عائلته. ويقيم علاقة حميمة مع قريبته هاجر.

## أهم شخصيات الرواية
- ميكون "ميلكمان" ديد الثالث بطل الرواية. شاب أسود يعيش في ميشيغان، ينطلق في رحلة بحث عن جذوره وهويته. تبدأ الرواية بولادته في لحظة غرائبية، وتنتهي بتحرره الرمزي من قيود الماضي.
- بيلاطس ديد عمّة ميلكمان، شخصية غرائبية وساحرة، لا تمتلك "سرة"، وتعيش على هامش المجتمع. تمثل الحكمة الشعبية والارتباط العميق بالروح والأسطورة.
- ميكون ديد الثاني والد ميلكمان، رجل أعمال صارم ومادي، يرمز إلى الانفصال عن الجذور الروحية والتركيز على السلطة والمال.
- روث فوستر ديد والدة ميلكمان، امرأة تعاني من زواج بارد، وتحاول التمسك بابنها كتعويض عن فقدان الحب.
- غيتار بينز صديق ميلكمان المقرب، عضو في منظمة سرية تُدعى "الأيام السبعة"، يؤمن بالعدالة الانتقامية، ويمثل الجانب الراديكالي من النضال الأسود.
- شخصيات أخرى مؤثرة
- كورنيثيانز ولينا شقيقتا ميلكمان، تعيشان في ظل التقاليد والقيود الاجتماعية، وتحاولان إيجاد معنى لحياتهما.
- ميكون ديد الأول جد ميلكمان، قُتل بسبب أرضه، وتبدأ الرواية بإرثه الغامض الذي يدفع ميلكمان للبحث عن الحقيقة.
- هاجر ابنة بيلاطس، تقع في حب ميلكمان، وتعاني من هوسه ورفضه لها، مما يؤدي إلى تدهورها النفسي.

## أسلوب الرواية
أسلوب رواية نشيد سليمان لتوني موريسون يعتمد على سرد متنوع يجمع بين عناصر واقعية وأخرى خيالية، مما يجعل القارئ يتنقل بين أحداث الحياة اليومية والتفاصيل الغرائبية التي تظهر بشكل طبيعي في مجرى السرد. تستخدم موريسون بناءً غير خطي، حيث تنتقل بين أزمنة مختلفة ومنظورات متعددة، بما يعكس تشتت الشخصيات وتداخل تجاربها الحياتية. تمنح كل شخصية صوتها الخاص، مما يخلق نوعًا من التعدد في الرؤية ويُظهر التنوع داخل المجتمع الأسود الأميركي.وتبرز في الرواية مشاهد غير معتادة، كولادة شخصية "بيلاطس" بلا سرة، وتكرار رمزية الطيران كحلم بالخلاص والتحرر. هذه العناصر لا تُطرح بوصفها خيالًا صريحًا، بل كجزء من الواقع النفسي والثقافي للشخصيات. كما تعتمد الرواية على لغة تصويرية دقيقة، تركز على المعاني والانفعالات الداخلية أكثر من تسلسل الأحداث. بالإضافة إلى ذلك، توظف موريسون الأسطورة والموروث الشعبي في بناء عالم الرواية، مما يعمّق بعدها الرمزي ويحولها من قصة فردية إلى تأمل جماعي في مفاهيم الانتماء والهوية والحرية. أسلوبها يفتح المجال للتأمل دون مباشرة أو خطابية، مما يجعل النص مفتوحًا على قراءات متعددة..

## أقتباسات من الرواية
"كنت أريد أن أطير مثلهم، أن أهرب من كل شيء، أن أكون خفيفًا بما يكفي لأرتفع." هذا الاقتباس يُجسد الرغبة في التحرر، وهو من الرّموز المركزية في الرواية.
"الاسم ليس مجرد كلمة، إنه تاريخ، إنه عبء، إنه أحيانًا قيد لا يُرى." تعبير عن أهمية الأسماء في الرواية، ودورها في تشكيل الهوية.
"الناس يموتون، لكن الموت لا يعني الرحيل دائمًا." إشارة إلى العلاقة المعقدة بين الحياة والموت، والذاكرة التي تبقي الراحلين حاضرين.
"بيلاطس لم تكن تعرف الخوف، لأنها لم تكن تعرف القواعد التي يخاف منها الآخرون." وصف دقيق لشخصية بيلاطس، التي تعيش خارج النظام الاجتماعي وتُجسد الحرية الداخلية.

"الطيران هو كل ما تبقى لنا." جملة قصيرة لكنها تختصر فكرة الرواية عن الطيران كرمز للخلاص والانعتاق.

## وصلات خارجية
- نشيد سليمان على موقع الموسوعة البريطانية (الإنجليزية)

- Essays and General Info about Song of Solomon
- Analysis of Song of Solomon on Lit React